# Manoguayabo
Manoguayabo est un quartier de la ville de Saint-Domingue en République dominicaine.